# Переднеязычный латеральный аппроксимант
Переднеязычный латеральный аппроксимант — согласный звук. В МФА зубной, альвеолярный и постальвеолярный латеральный (боковой) аппроксиманты обозначаются символом [l], а в X-SAMPA — l.
Этот звук почти всегда реализуется звонко. Глухой латеральный аппроксимант, [l̥], часто встречается только в тибето-бирманских языках.
В нескольких языках, включая большинство вариантов английского, фонема [l] веляризуется в определённых позициях; получившийся звук называют «тёмным» («dark l»). В некоторых диалектах английского этот звук бывает только «тёмным».

## Звонкий альвеолярный латеральный аппроксимант
При артикуляции кончик (у апикального) или плоский конец языка (у ламинального) касается либо передних зубов, либо альвеолярного отростка над ними, либо нёба сразу за альвеолярным отростком, либо одновременно передних зубов и альвеолярного отростка.
Фонема /l/ может встречаться как в чистом апикальном или ламинальном виде (как в болгарском языке, где они присутствуют обе), так и в виде ламинального зубно-альвеолярного согласного (см. французский язык), либо как чисто зубной. Последний является аллофоном /l/ перед /θ/ в тех языках, где этот звук присутствует: см. английское health.

### Альвеолярный
| Язык        | Язык              | Слово   | МФА                 | Значение     | Примечания |
| ----------- | ----------------- | ------- | ------------------- | ------------ | --- |
| Арабский    | литературный      | لا      | [laː]               | «не»         | См. Арабская фонология |
| Армянский   | восточный диалект | լուսին  | МФА: lusinо файле   | «луна»       | |
| Каталанский | Каталанский       | tela    | [ˈt̪ɛlə]             | «ткань»      | Апикальный, может быть веляризован. См. Каталанская фонология. |
| Итальянский | Итальянский       | letto   | [ˈlɛt̪ːo]            | «кровать»    | Апикальный См. Итальянская фонология |
| Киргизский  | Киргизский        | көпөлөк | [køpøˈløk]          | «бабочка»    | Веляризован в окружении гласных заднего ряда |
| Польский    | Польский          | pole    | МФА: ˈpɔlɛо файле   | «поле»       | |
| Румынский   | Румынский         | alună   | [äˈlun̪ə]            | «фундук»     | Апикальный. См. Румынская фонология |
| Словацкий   | Словацкий         | mĺkvy   | МФА: ˈml̩ːkʋɪо файле | «молчаливый» | Слогообразующий может быть долгим и кратким |
| Словенский  | Словенский        | letalo  | [lɛˈt̪àːlɔ]          | «самолёт»    | |
| Испанский   | Испанский         | hablar  | [äˈβ̞läɾ]            | «говорить»   | См. Испанская фонология |
| Чувашский   | Чувашский         | хула    | [хu'la]             | «город»      | |
| Украинский  | Украинский        | обличчя | [oˈblɪt͡ʃːɐ]         | «лицо»       | Контрастирует с палатализованной формой; в конце слов после глухих согласных превращается в глухой альвеолярный латеральный аппроксимант. См. Украинская фонология |

### Постальвеолярный
| Язык        | Язык        | Слово    | МФА           | Значение | Примечания                                                        |
| ----------- | ----------- | -------- | ------------- | -------- | ----------------------------------------------------------------- |
| Итальянский | Итальянский | il cervo | [il̠ʲ ˈt͡ʃɛrvo] | «олень»  | Палатализированный ламинальный. Аллофон [l] перед [ʃ], [t͡ʃ], [d͡ʒ] |

### Зубной или зубно-альвеолярный
| Язык        | Язык                     | Слово | МФА       | Значение | Примечания |
| ----------- | ------------------------ | ----- | --------- | -------- | --- |
| Французский | Французский              | il    | [il̪]      | «он»     | Ламинальный зубно-альвеолярный. См. Французская фонология                                                                                |
| Венгерский  | Венгерский               | elem  | [ˈɛl̪ɛm]   |          | Ламинальный зубно-альвеолярный. См. Венгерская фонология                                                                                 |
| Итальянский | Итальянский              | molto | [ˈmol̪ːt̪o] | «очень»  | Ламинальный зубно-альвеолярный. Аллофон [l] перед [t], [d], [s], [z], [t͡s], [d͡z]                                                         |
| Македонский | Македонский              | лево  | [l̪e̞vo̞]    | «лево»   | Ламинальный зубно-альвеолярный. См. Македонская фонология                                                                                |
| Шведский    | Центральный литературный | allt  | [äl̪t̪]     | «всё»    | Ламинальный зубно-альвеолярный. См. Шведская фонология                                                                                   |
| Тамильский  | Тамильский               | புலி    | [puli]    | «тигр»   | См. Тамильская фонология |
| Узбекский   | Узбекский                |       |           |          | Ламинальный зубно-альвеолярный. Веляризован в позиции между огублённым гласным непереднего ряда и согласным, либо соединительной фонемой |
| Вьетнамский | Вьетнамский              | lửa   | [lɨə˧˩˧]  | «огонь»  | См. Фонология вьетнамского языка |

### Варьирующее место артикуляции
| Язык          | Язык                              | Слово     | МФА           | Значение | Примечания                                               |
| ------------- | --------------------------------- | --------- | ------------- | -------- | -------------------------------------------------------- |
| Португальский | Большинство бразильских диалектов | lero-lero | [ˈlɛɾu ˈlɛɾu] |          | От зубного до альвеолярного. См. Португальская фонология |

## Звонкий веляризованный альвеолярный латеральный аппроксимант
Звонкий веляризованный альвеолярный латеральный аппроксимант («тёмный „л“») имеет альвеолярный, зубно-альвеолярный и зубной варианты с веляризацией или фарингализацией. Веляризованный латеральный согласный в международном фонетическом алфавите обозначается [lˠ], фарингализованный — [lˤ]; также имеется знак для обозначения обоих звуков: [ɫ]. Для указания зубного произношения используется диакритический знак: [l̪ˠ], [l̪ˤ], [ɫ̪].
Веляризация и фарингализация обычно сдвигают место артикуляции к зубам, поэтому «тёмный „л“» чаще бывает зубным, а обычный — альвеолярным.

### Альвеолярный
| Язык               | Язык               | Слово     | МФА        | Значение          | Примечания |
| ------------------ | ------------------ | --------- | ---------- | ----------------- | --- |
| Арабский           | литературный       | الله      | [ʔɑɫˈɫɑːh] | Аллах             | Во многих диалектах вместо тёмного «л» произносится обычный                                                                                                |
| Каталанский        | восточные диалекты | cel·la    | [ˈsɛɫːə]   |                   | В некоторых диалектах «л» всегда тёмный |
| Каталанский        | Западные диалекты  | alt       | [aɫ(t)]    | «высокий»         | В некоторых диалектах «л» всегда тёмный |
| Нидерландский      | Нидерландский      | bal       | [bɑɫ]      | «мяч»             | Аллофон [l] в позиции после гласного. В некоторых диалектах всегда тёмный. См. Нидерландская фонология                                                     |
| Английский         | австралийский      | peel      | [pʰiːɫ]    | «кожица»          | В Северной Америке, Австралии и Новой Зеландии может всегда быть тёмным                                                                                    |
| Английский         | канадский          | peel      | [pʰiːɫ]    | «кожица»          | В Северной Америке, Австралии и Новой Зеландии может всегда быть тёмным                                                                                    |
| Английский         | дублинский         | peel      | [pʰiːɫ]    | «кожица»          | В Северной Америке, Австралии и Новой Зеландии может всегда быть тёмным                                                                                    |
| Английский         | GenAm              | peel      | [pʰiːɫ]    | «кожица»          | В Северной Америке, Австралии и Новой Зеландии может всегда быть тёмным                                                                                    |
| Английский         | новозеландский     | peel      | [pʰiːɫ]    | «кожица»          | В Северной Америке, Австралии и Новой Зеландии может всегда быть тёмным                                                                                    |
| Английский         | RP                 | peel      | [pʰiːɫ]    | «кожица»          | В Северной Америке, Австралии и Новой Зеландии может всегда быть тёмным                                                                                    |
| Английский         | южноафриканский    | peel      | [pʰiːɫ]    | «кожица»          | В Северной Америке, Австралии и Новой Зеландии может всегда быть тёмным                                                                                    |
| Английский         | шотландский        | loch      | [ɫɔx]      | «лох»             | Может всегда быть тёмным, кроме некоторых заимствований из гэльского                                                                                       |
| Греческий          | северные диалекты  | μπάλα     | [ˈbaɫa]    | «мяч»             | Аллофон [l] перед [a], [o], [u]. См. Новогреческая фонология                                                                                               |
| Киргизский         | Киргизский         |           |            |                   | Веляризован. Появляется рядом с гласными заднего ряда, в их отсутствие реализуется как [l].                                                                |
| Сербско-хорватский | Сербско-хорватский | лак / lak | [ɫâ̠k]      | «лёгкий, простой» | Может быть слогообразующим; контрастирует с [ʎ]. См. Сербско-хорватская фонология                                                                          |
| Узбекский          | Узбекский          |           |            |                   | Между огубленным гласным непереднего ряда и согласным или соединительной фонемой. В остальных случаях реализуется как невеляризованный зубно-альвеолярный. |

### Зубной или зубно-альвеолярный
| Язык                  | Язык                   | Слово    | МФА          | Значение           | Примечания                                                                           |
| --------------------- | ---------------------- | -------- | ------------ | ------------------ | ------------------------------------------------------------------------------------ |
| Белорусский           | Белорусский            | Беларусь | [bʲɛɫ̪äˈrus̪ʲ] | «Беларусь»         | Противопославлен палатализованной форме. См. Белорусская фонология                   |
| Литовский             | Литовский              | labas    | [ˈɫ̪äːbɐs̪]    | «привет»           | Контрастирует с [lʲ].                                                                |
| Македонский           | Македонский            | лук luk  | [ɫ̪uk]        | «чеснок»           | Перед гласными заднего ряда [a], [o], [u] и в конце слога. См. Македонская фонология |
| Норвежский            | юго-восточные диалекты | tale     | [ˈt̪ʰɑ̈ːɫ̪ə]    | «речь», «говорить» | Аллофон [l] после [ɑ], [ɑː], [ɔ], [oː]. См. Норвежская фонология                     |
| Польский              | восточные диалекты     | łapa     | [ˈɫ̪äpä]      | «лапа»             | Соответствует [w] в литературном польском. См. Польская фонология                    |
| Русский               | Русский                | малый    | [ˈmɑ̟ɫ̪ɨ̞j]     |                    | Фарингализован. См. Русская фонетика                                                 |
| Шотландский кельтский | Шотландский кельтский  | Mallaig  | [ˈmäʊɫ̪ækʲ]   | Маллейг            | См. Гэльская фонология                                                               |

### Варьирующее место артикуляции
| Язык          | Язык                  | Слово    | МФА                  | Значение          | Примечания |
| ------------- | --------------------- | -------- | -------------------- | ----------------- | --- |
| Португальский | европейский           | mil      | [miɫ̪]                | «тысяча»          | Варианты: [lˠ] ~ [lˤ] ~ [lˀ], чаще всего зубной. Кода слога вокализуется в [wu̯] ~ [ʊʊ̯] на бо́льшей части территории Бразилии, а также в округе Виана-ду-Каштелу и Мадейре. Может быть всегда зубным и всегда «тёмным», особенно перед огубленными гласными заднего ряда и неогубленными гласными переднего. |
| Португальский | большинство диалектов | Lituânia | МФА: ɫ̪it̪uˈɐ̃ɲ̟ɐо файле | «Литва»           | Варианты: [lˠ] ~ [lˤ] ~ [lˀ], чаще всего зубной. Кода слога вокализуется в [wu̯] ~ [ʊʊ̯] на бо́льшей части территории Бразилии, а также в округе Виана-ду-Каштелу и Мадейре. Может быть всегда зубным и всегда «тёмным», особенно перед огубленными гласными заднего ряда и неогубленными гласными переднего. |
| Португальский | пожилые бразильцы     | álcool   | [ˈäɫ̪ko̞ɫ̪]             | «алкоголь, спирт» | Варианты: [lˠ] ~ [lˤ] ~ [lˀ], чаще всего зубной. Кода слога вокализуется в [wu̯] ~ [ʊʊ̯] на бо́льшей части территории Бразилии, а также в округе Виана-ду-Каштелу и Мадейре. Может быть всегда зубным и всегда «тёмным», особенно перед огубленными гласными заднего ряда и неогубленными гласными переднего. |